# Uffbasse
Uffbasse (Akronym für Unabhängige Fraktion Freier Bürger Aufrecht Spontan Subkulturell Eigenwillig) ist eine 1993 in Darmstadt gegründete Wählervereinigung. Bei der Kommunalwahl 2021 erreichte sie ein Ergebnis von 6,4 %. Von 2016 bis 2021 duldete sie eine Minderheitsregierung der Darmstädter CDU und der Grünen.

## Geschichte
Gegründet wurde die Wählervereinigung im Jahr 1993. „Uffbasse“ steht im lokalen Dialekt für „Aufpassen“. Insbesondere der Hintergrund der Mitglieder war dabei ein Alleinstellungsmerkmal, da die meisten Mitglieder aus der lokalen Punkszene kamen. So polarisierte bereits früh das für die Politik ungewöhnliche Auftreten der meist tätowierten Mitglieder und sorgte in den lokalen Medien für teils große Aufmerksamkeit.
Bei der Oberbürgermeisterwahl 1993 trat das Uffbasse-Gründungsmitglied Jörg Dillmann mit einem Plakat in Anlehnung an den Film Highlander an. Er holte 3,9 % der Stimmen, erzeugte aber durch seine Kandidatur sowie die Plakate große Aufmerksamkeit.
Die Wählervereinigung blieb in den darauf folgenden Jahren ihrem Plakatstil treu und trat zu den Wahlen stets mit Plakaten, die als Parodien zu bekannten Filmen gestaltet waren, an. So sicherte sich Uffbasse bei der Kommunalwahl 2001 erstmals zwei Sitze im Darmstädter Stadtparlament.
2005 trat die Wählervereinigung erneut mit Jörg Dillmann zur Oberbürgermeisterwahl an. Hierbei gelang es, 6,1 % der Stimmen zu gewinnen und die lokale Bekanntheit weiter auszubauen, unter anderem auch durch ein „Jödi Dillmann“-Plakat. So berichteten zum ersten Mal auch überregionale Medien über die Wählervereinigung.
Ebenfalls im Jahr 2005 bekam die Wählervereinigung durch einen Überlauf von den Grünen einen weiteren Sitz im Darmstädter Stadtparlament, wodurch die zuvor mit einer Stimme regierende Koalition plötzlich auf die Wählervereinigung angewiesen war.
Bei der Kommunalwahl 2006 erzielte die Wählervereinigung ihren ersten großen Erfolg und stellte fortan fünf Sitze im Darmstädter Stadtparlament. Bei den darauf folgenden Wahlen blieb die Zahl der Sitze weiter bei fünf.
Ferner bekam die Vorsitzende der Wählervereinigung, Kerstin Lau, bei der Oberbürgermeisterwahl 2019 12,2 % der abgegebenen Stimmen. Bei der Oberbürgermeisterwahl 2023 erreichte sie mit 19,0 % den dritten Platz.

## Positionen
Die Wählervereinigung bezeichnet sich selbst als „links“. So fordert Uffbasse einen kostenlosen Öffentlichen Personennahverkehr sowie eine bessere Digitalisierung an den Darmstädter Schulen. Im Jahr 2020 unterstützte Uffbasse die als Reaktion auf den Tod von George Floyd eingereichte „Resolution gegen Rassismus“ und setzte sich gegen den weiteren Ausbau der Videoüberwachung am Darmstädter Luisenplatz ein. Im Zuge der COVID-19-Pandemie stellte UFFBASSE einen Antrag zur Erstellung eines Corona-Unterstützungsfonds für die freie Kulturszene in Darmstadt.
Ferner setzte sich die Wählervereinigung gegen die Abschiebungshafteinrichtung in Darmstadt ein und machte durch einen stattgegebenen Antrag zur Errichtung einer „Schutzzone“ rund um eine Schwangerschaftskonfliktberatung auf sich aufmerksam.

## Wahlergebnisse
| Jahr | Stimmen | Prozent | Sitze |
| ---- | ------- | ------- | ----- |
| 2001 | 72 086  | 2,1     | 2/71  |
| 2006 | 182 932 | 6,3     | 5/71  |
| 2011 | 220 566 | 6,5     | 5/71  |
| 2016 | 281 846 | 7,7     | 5/71  |
| 2021 | 269 505 | 6,4     | 5/71  |